# Георгије Шенкурски
Георгије Шенкурски, Георгије Будилов - блажени, светитељ, јуродиви Христа ради, који је живео у 15. веку.

## Биографија
Рођен је у сељачкој породици у сада већ угашеном селу Јаруполи, Велико-Николајевска жупа, у близини града Шенкурска.
Након смрти родитеља, почео је да води „насилан и глуп живот“; носио је „подлу и поцепану хаљину“, покривајући тело само онолико колико је било потребно „ради тела“, и, удаљавајући се од људи, ишао је „по шумама и непроходним местима“. Посебно је волео да се повлачи на брду у мочваром преелу у близини своје прадедовске парохијске цркве Светог Николе.
Умро је млад; у „Иконографском оригиналу” се наводи да је Георгије „седокос, исто тако са косом, као Петар апостол”. Година смрти није позната; извори овај догађај смештају у 1462, 1450, па чак и 1392. годину. Пре смрти, наредио је да се његово тело сахрани на његовом омиљеном брду у мочвари. „После неколико година“, парохијска црква Светог Николе, потопљена о реке Ваге, премештена је на ово брдо и постављена „код гроба“ Георгија.
Поштовање Георгија почело је од његове смрти, а истовремено су објављена многа његова чуда. Међу онима који су имали „велику веру“ у Георгија био је и гувернер Важског, кнез Михаил Васиљевич Хворостињин; 1514. желео је да „види мошти светитеља“ и, ископавши гроб, нашао је да мошти „нису оштећене од пропадљивих ствари“. Принц је поново прекрио мошти  земљом и „постави камену гробницу преко њега и стави на њу његов лик“. Од тог времена није престајала локална прослава Светог Георгија на дан сећања на великомученика Георгија названог по њему – 23. априла; у његову част састављена је посебна „служба”.
Епископ Александар Закис, који је управљао Архангелском епархијом од 1890. до 1893. године, проширио је прославу Светог Георгија, наредивши да се име блаженог помиње при сваком „отпусту“ у шенкурским црквама.